# Отмъщението (теленовела, Колумбия)
Вижте пояснителната страница за други значения на Отмъщението.
Отмъщението (на испански: La venganza) е колумбийска теленовела, създадена от Умберто „Кико“ Оливиери, с либрето от Луис Колменарес, Габриела Домингес, Каролина Диас и Умберто „Кико“ Оливиери, режисирана от Алфредо Тапан, Давид Посада, Родриго Триана, Тони Родригес и Аурелио Валкарсел Карол и продуцирана от Ере Те И Телевисион за Телемундо през 2002 – 2003 г.
В главните роли са Габриела Спаник и Хосе Анхел Ямас, а в отрицателните – Катрин Сиачоке, Хорхе Као и Карлос Дуплат. Специално участие вземат Мария Елена Дьоринг и първата актриса Маргалида Кастро.

## Сюжет
Елена Фонтана, дъщеря на богатия гангстер Данило Фонтана, която има сърдечно заболяване, е жертва не само на влошеното си здраве, но и на трагедиите, които е преживяла в живота си.
Преди години Елена изживява таен романс с Марко Тулио Валеруго, син на Фернандо Валеруго, най-големия враг на Данило. Двамата имат дъщеря, но Марко Тулио, опитвайки се да измъкне Елена и дъщеря си от болницата, умира по време на тежка престрелка, докато Елена получава нов инфаркт. Тогава Теобалдо, довереният човек на Данило, се възползва от възможността да накара новороденото да изчезне и по този начин да избегне смесването на кръвта на Фонтана с тази на Валеруго. Когато Елена се възстановява, те я карат да повярва, че детето ѝ също е починало, за което тя се чувства виновна до края на живота си.
Двадесет и пет години по-късно Елена, вече възрастна, управлява бизнеса на баща си и поддържа любяща връзка с Луис Мигел Ариса, протежето на Данило и баща на Марианхел, 11-годишно момиче с разстройство на личността и което Елена много обича. Елена и Луис Мигел са на път да се оженят.
Нещастието се задава с пристигането на Грация, по-малката сестра на Елена, която я мрази заради привързаността на баща им, което я е направило амбициозна и егоистична. Освен това малко преди това Грация има отношения с Луис Мигел по време на разходка с лодка, когато той празнува ергенското си парти. Сватбата на Елена обаче съвпада с деня на изчезването на дъщеря ѝ, така че в продължение на 10 години Елена се обръща към Тобаго Крисмас, фалшив медиум, която я кара да вярва, че тя общува с душата на дъщеря си, но този фарс е утеха за Елена, защото е обсебена от вярата, че осъществява контакт с душата на мъртвото си бебе и това донякъде облекчава мъката ѝ.
В същото време красива млада жена на име Валентина, която живее с осиновителката си, Йоланда Диас, в скромна къща, близо до плажа, работеща за Фернандо Валеруго като боксьорка, бизнес, в който Валеруго печели милиони с най-малкия си син, Алфредо, който е получил малко любов в сравнение с покойния Марко Тулио. Валентина има връзка с Фелипе Ранхел, зет от втория брак на Фернандо, без да подозира, че Валентина всъщност е изгубената дъщеря на Елена Фонтана.
Фелипе и Валентина са решени да се оженят и да избягат, но преди да осъществят плановете си, сенчесто събитие причинява смъртта на майката на Фелипе, която му казва истината за това коя всъщност е Валентина, тъй като тя е била медицинската сестра, която е спасила Валентина и дала на Йоланда.
Междувременно се състои сватбата между Луис Мигел и Елена. Луис Мигел се изправя срещу Грация, която го изнудва да каже на Елена какво се е случило предната вечер на лодката. След като чува разговора, Елена получава тежък инфаркт, който слага край на живота ѝ, чувствайки се предадена от сестра си и своя съпруг. От друга страна, по време на боксов мач, в който Фернандо иска Валентина да загуби, която има само победи преди това. Валентина, измъчвана от различни проблеми, пада с нокаут срещу противничката си, губейки живота си. Душата на Елена се преражда в тялото на Валентина без памет. Смъртта и прераждането на Елена идват като видение за Тобаго, виждайки, че новото ѝ тяло е на по-млада и по-красива жена. Елена осъзнава, че самата тя е в друго тяло и търси Тобаго, която в крайна сметка е убедена, че това е Елена, като потвърждава видението, което е имала по-рано. Елена, в тялото на Валентина, само чувства, че има причина да живее, която оправдава втория шанс, който животът ѝ дава. Да отмъсти на съпруга си и сестра си за ужасното предателство, довело до смъртта ѝ. Но Тобаго я предупреждава, че трябва да разбере кой е собственикът на това тяло, чиято душа ще си го поиска в един момент.
Оттогава Елена, в тялото на Валентина, решава да живее двойствен живот. Тя успява да работи в собствената си къща като бавачка на Марианхел, както и като помощник на Луис Мигел, в когото се влюбва, като част от отмъщението си, в същото време, когато започва щателна игра на тормоз и измъчване срещу Грация, на която не вярва. Но животът поднася нова изненада за Елена-Валентина – успява да чуе в разговор на баща си, че дъщерята, която е смятала за мъртва, никога не е умирала и решава да я потърси. Някои подробности я карат да се приближи до семейство Валеруго и там Фелипе я намира отново и жената разбира, че тялото, което заема, принадлежи на това място. Но въпреки това Данило нарежда на доверените си хора да убият дъщерята на Елена.
Елена решава да премине предпазливо през двата противоположни свята, за да търси дъщеря си. Тя се влюбва отново в Луис Мигел, отбелязвайки, че той е човек с добро сърце, жертва на машинациите на Грация, която разследва връзката му с Валеруго, освен че има връзка с Фернандо.
В търсене на дъщеря си Елена открива, че тялото, което обитава, е тялото на собствената ѝ дъщеря. През Тобаго и след няколко опита Елена успява да се свърже с душата на дъщеря си, да я помоли за прошка и да предложи отново тялото. Валентина разбира от Отвъдното какво е изстрадала майка ѝ и не иска да ѝ отнеме този втори шанс. Въпреки това Елена отново търси Фелипе, за да развали годежа му с Джована, новата му приятелка, опитвайки се да защити любовта на дъщеря си, на която иска да върне тялото и живота ѝ.
Хелена е потопена в дълбока болка, хваната в капан между Фелипе и Луис Мигел, мъжът, когото обича, вече убедена, че в него никога не е имало истинско предателство и че всичко е манипулация на сестра ѝ Грация.

## Актьори
- Габриела Спаник – Валентина Диас / Елена Фонтана Висо / Валентина Валеруго Фонтана де Ариса
- Хосе Анхел Ямас – Луис Мигел Ариса
- Катрин Сиачоке – Грация Фонтана Висо
- Мария Елена Дьоринг – Елена Фонтана Висо
- Хорхе Као – Фернандо Валеруго
- Наташа Клаус – Сандра Гусман
- Ана Мария Абейо – Адорасион Валеруго Домингес
- Орландо Мигел – Фелипу Ранхел
- Барбара Гарофало – Марианхел Ариса
- Карлос Дуплат – Данило Фонтана
- Маргалида Кастро – Консепсион Фернандес
- Марсела Карвахал – Ракел Ранхел де Валеруго
- Гилермо Галвес – Армандо Серано
- Андреа Мартинес – Валерия Фонтана Валеруго
- Лус Стела Ленгас – Йоланда Диас
- Нури Флорес – Тобаго Крисмас
- Мили Руперто – Бернардина Перес
- Карлос Родригес – Мигел Валеруго Ранхел
- Ванеса Симон – Джована Алфиери
- Себастиан Девия – Андрес Валеруго
- Джон Себайос – Росарио Парикуа

## В България
В България теленовелата е излъчена през 2003 г. по bTV. Ролите се озвучават от Василка Сугарева, Светлана Смолева, Радослав Рачев, Емил Емилов и Кирил Бояджиев.